# La Vilavella (Vilanova d'Alcolea)
La Vilavella és el nom que rep un jaciment arqueològic que solament apareix en el SIAP dins del catàleg general, sense aportar més informació excepte el fet d'adscriure-ho a la cultura islàmica i medieval cristiana. Malgrat això, noves recerques han revelat la presència de restes ceràmiques pertanyent al Cercle de l'Estret de l'època fenícia, per la qual cosa podria datar-se al voltant del segle VII aC. Està catalogat de manera genèrica com Bé d'Interès Cultural amb codi 12.05.132-017, i se situa al sur de la població de Vilanova d'Alcolea, prop de la CV13.